# Кежно (Великопольське воєводство)
Кежно (пол. Kierzno, нім. Kirschdorf) — село в Польщі, у гміні Кемпно Кемпінського повіту Великопольського воєводства.
Населення — 720 осіб (2011).
У 1975-1998 роках село належало до Каліського воєводства.

## Демографія
Демографічна структура станом на 31 березня 2011 року:
|          | Загалом | Допрацездатний вік | Працездатний вік | Постпрацездатний вік |
| -------- | ------- | ------------------ | ---------------- | -------------------- |
| Чоловіки | 351     | 77                 | 239              | 35                   |
| Жінки    | 369     | 96                 | 193              | 80                   |
| Разом    | 720     | 173                | 432              | 115                  |